# Tasselmantel

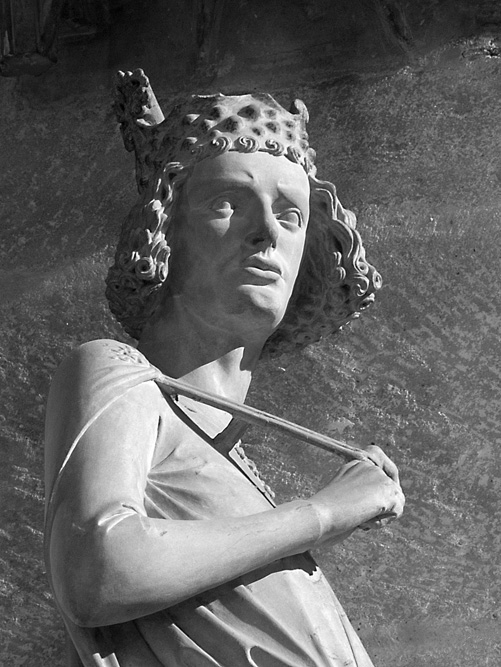
Bamberger Reiter mit Tasselmantel

Der Tasselmantel war eine Oberbekleidung, die zur mittelalterlichen Bekleidung von Frauen und Männern gehörte.

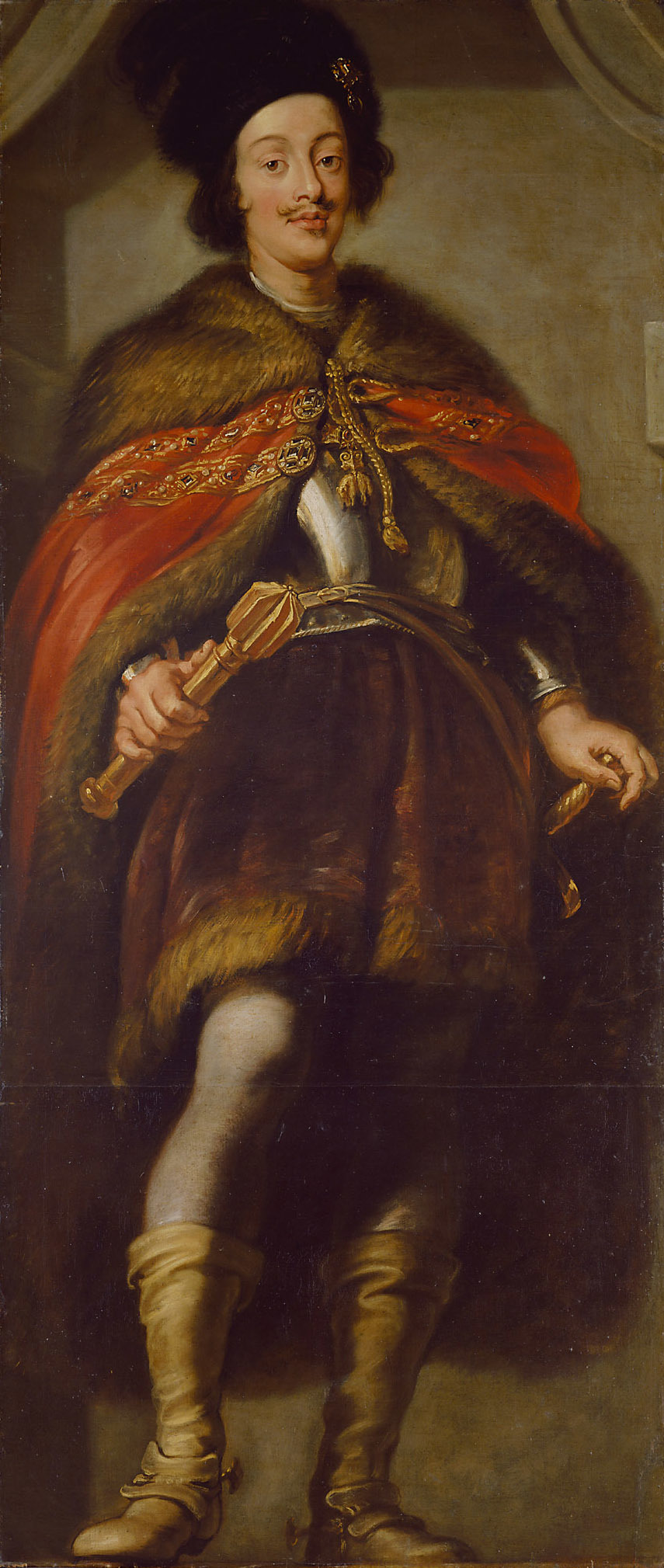
Ferdinand III. mit prunkvollem pelzgefüttertem Tasselmantel (Böhmen, um 1635)

Der Tasselmantel wurde im 13. und 14. Jahrhundert getragen, er war aus Woll- oder Seidenstoff gearbeitet. Im Sommer war er mit kontrastfarbener Seide und im Winter mit Pelz gefüttert.  Entweder wurde der Mantel direkt durch Verknotung der beiden auf der Brustseite befindlichen Tasseln oder auch Tesseln (Quasten) geschlossen oder er hatte eine meistens aus Leder gefertigte Schnürung, die sogenannte Tasselschnur, die an den beidseitig an der Mantelbrust befindlichen Tasselscheiben, reich verzierten scheibenförmigen Knöpfen mit Ösen, befestigt wurde. Zierende Applikationen fanden sich auch im zeitgenössischen Bildgut. Als Verzierungen an Tasselmänteln und Leibgürteln dienten sogenannte Riemenstrecker und Zierbeschläge, wie sie beispielsweise die Skulpturen der klugen und törichten Jungfrauen im Magdeburger Dom zeigen.
Auch die Skulptur des Bamberger Reiters im Bamberger Dom trägt einen Tasselmantel.
Aus dem Tasselmantel entwickelte sich im 14. Jahrhundert der Nuschenmantel, der nicht durch eine Verknotung von Tasseln, sondern durch eine Brosche (Nusche) in Höhe des Schlüsselbeins verschlossen wurde.